# Campiglossa stenoptera
Campiglossa stenoptera este o specie de muște din genul Campiglossa, familia Tephritidae. A fost descrisă pentru prima dată de Friedrich Hermann Loew în anul 1862.
Este endemică în Italia. Conform Catalogue of Life specia Campiglossa stenoptera nu are subspecii cunoscute.